# Aramides wolfi
La chilacoa café, chilacoa parda, gallito de agua pardo  o cotara morena, , cotara castaña o rascón montés moreno (Aramides wolfi) es una especie de ave de la familia Rallidae, que se encuentra en Colombia, Ecuador y posiblemente en Perú.

## Hábitat
Se ha registrado con mayor frecuencia en los manglares, pero también se ha encontrado en el bosque, bosque secundario, bordes de bosques fluviales, pantanos y bosques ribereños pantanosos, preferentemente a menos de 100 m de altitud, pero hasta los 1.500 m s. n. m. Está amenazada por pérdida de hábitat; se calcula que perdió el 76% de su hábitat, el 30% en 10 años.

## Descripción
Mide 33 a 36 cm de longitud. La mayoría del plumaje es de color castaño rojizo rufo; cabeza gris ceniza, con escudo frontal amarillo, pico verde, iris rojo y la garganta blancuzca; el cuello, pecho y parte superior del dorso son de color rufo canela; el vientre  de color castaño oliváceo; crísum y grupa negros. Las patas son rojas.

## Alimentación
Se alimenta de cangrejos pequeños, caracoles, insectos y semillas.